# Kramat Pela
Kramat Pela is een plaats (wijk) - (kelurahan) in het bestuurlijke gebied Kebayoran Baru, Jakarta Selatan (Zuid-Jakarta) in de provincie Jakarta, Indonesië. De plaats  telt 13.908 inwoners (volkstelling 2010).